# Denierella incompleta
Denierella incompleta es una especie de coleóptero de la familia Meloidae.

## Distribución geográfica
Habita en la India.